# 손승모
손승모(孫升模, 1980년 7월 1일~)는 대한민국의 배드민턴 선수이다. 2004년 하계 올림픽 남자 단식 부문에서 은메달을 획득했으며 현재까지 대한민국 국적 선수로는 유일하게 올림픽 남자 단식에서 메달을 획득한 선수이다. 배드민턴 은퇴 후에는 코치로 활동하고 있다.